# Максим Асенов
Максим Асенов Йосифов е български поет, публицист и драматург.

## Биография
Роден е на 23 юли 1928 г. в Гигинци. По романа му „Фаталната запетая“ през 1979 г. излиза едноименен филм.

## Филмография (сценарист)
- Слънчеви пера (тв, 1981)